# Agostino Ugolini
Agostino Ugolini (Verona, 1758 – Verona, 18 gennaio 1824) è stato un pittore italiano.

## Biografia
Figlio di Antonio e di Domenica Burlati, mostrò fin dai primi anni segni di interesse per la pittura, tanto che il padre lo introdusse alle studio della geometria, materia necessaria alla carriera di pittore. Rimasto però orfano del padre all'età di dodici anni, Ugolini dovette sostenere economicamente la famiglia e la propria educazione con il denaro lasciato dal padre, costruttore di ruote per carrozze.
Terminati quindi gli studi, Ugolini si collocò a bottega presso il pittore Gian Battista Burato. Alcune sue opere sono conservate nella pinacoteca di Rovigo, mentre a San Massimo all'Adige sono presenti nella parrocchiale molte sue pale. La sua tomba si trova nel chiostro della chiesa di San Bernardino a Verona.

## Opere
- Deposizione di Cristo dalla croce, San Geremia (Venezia)
- Santi Paolo, Antonio abate ed Orsola, Pala dell'Altare dei Pistori, Chiesa di Sant'Eufemia, Verona
- Madonna con Bambino e i santi Massimo, Rocco e Sebastiano, Chiesa di San Massimo Vescovo, Verona.

## Galleria d'immagini

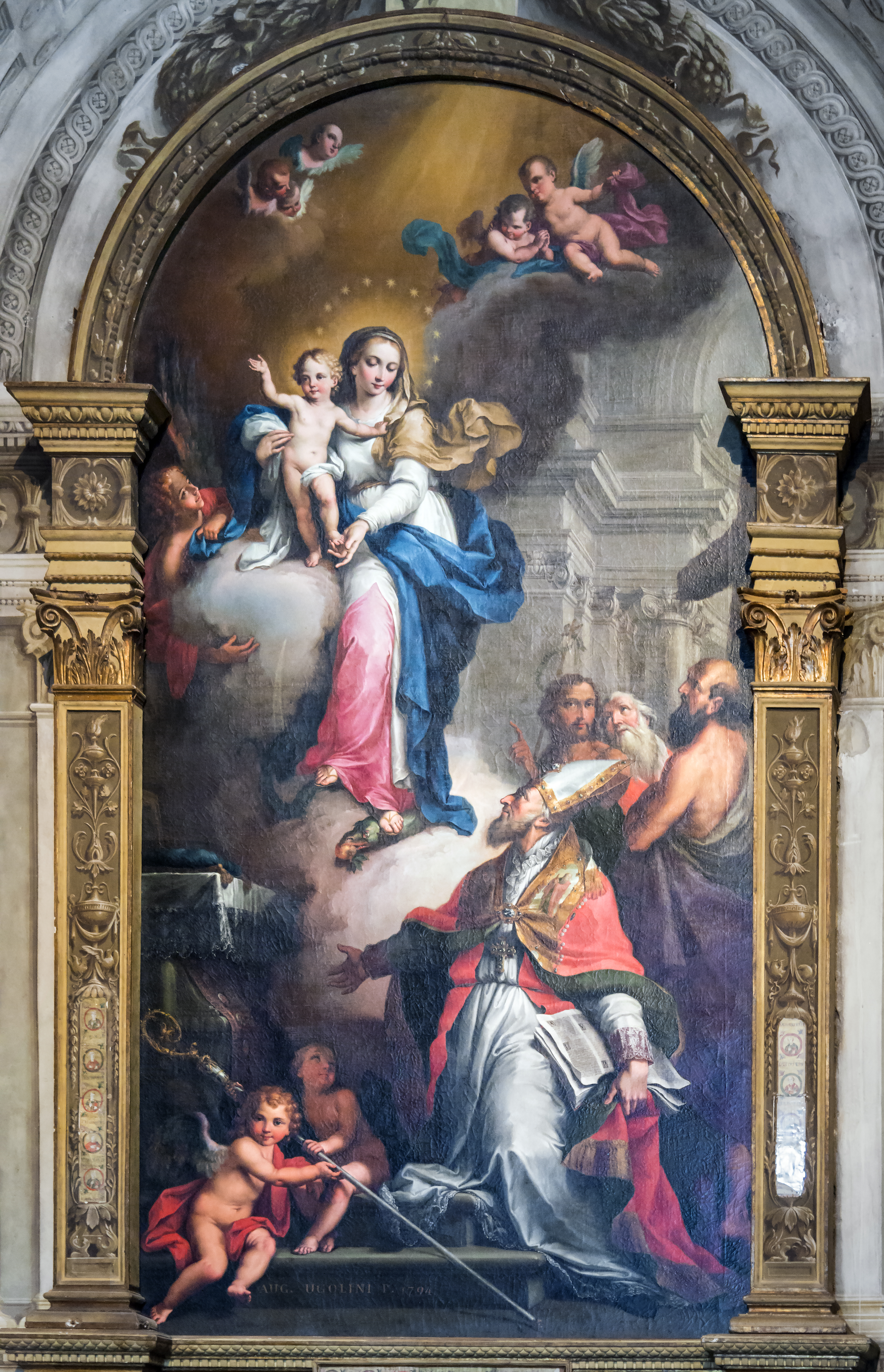
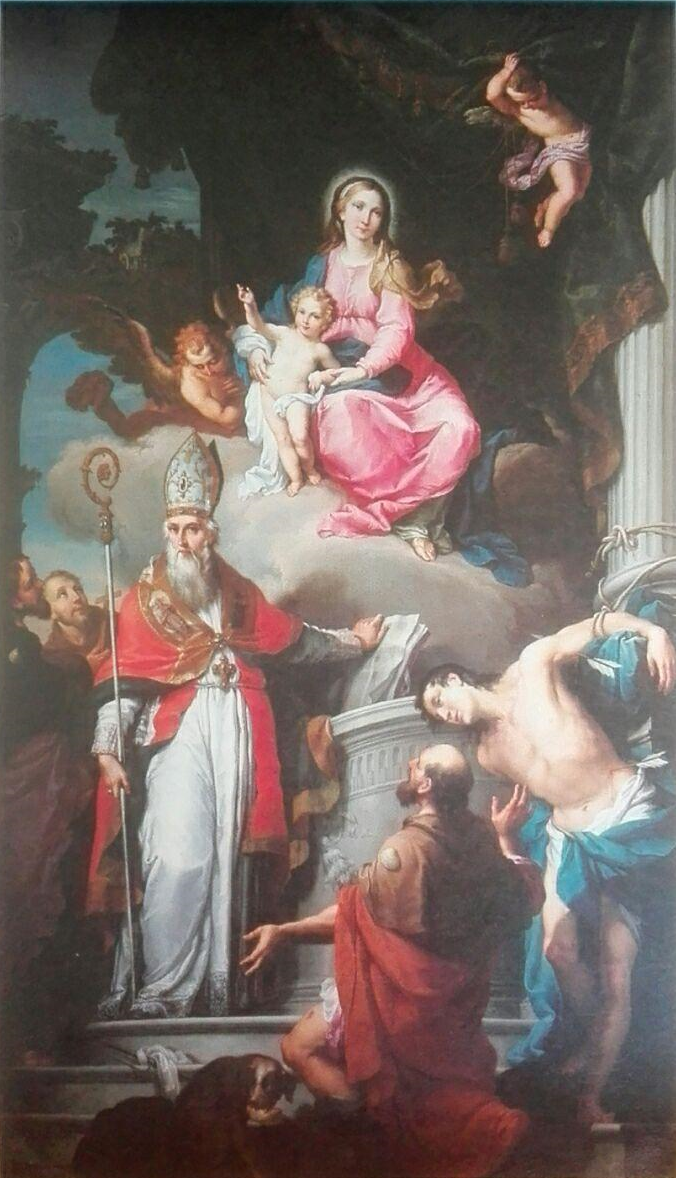
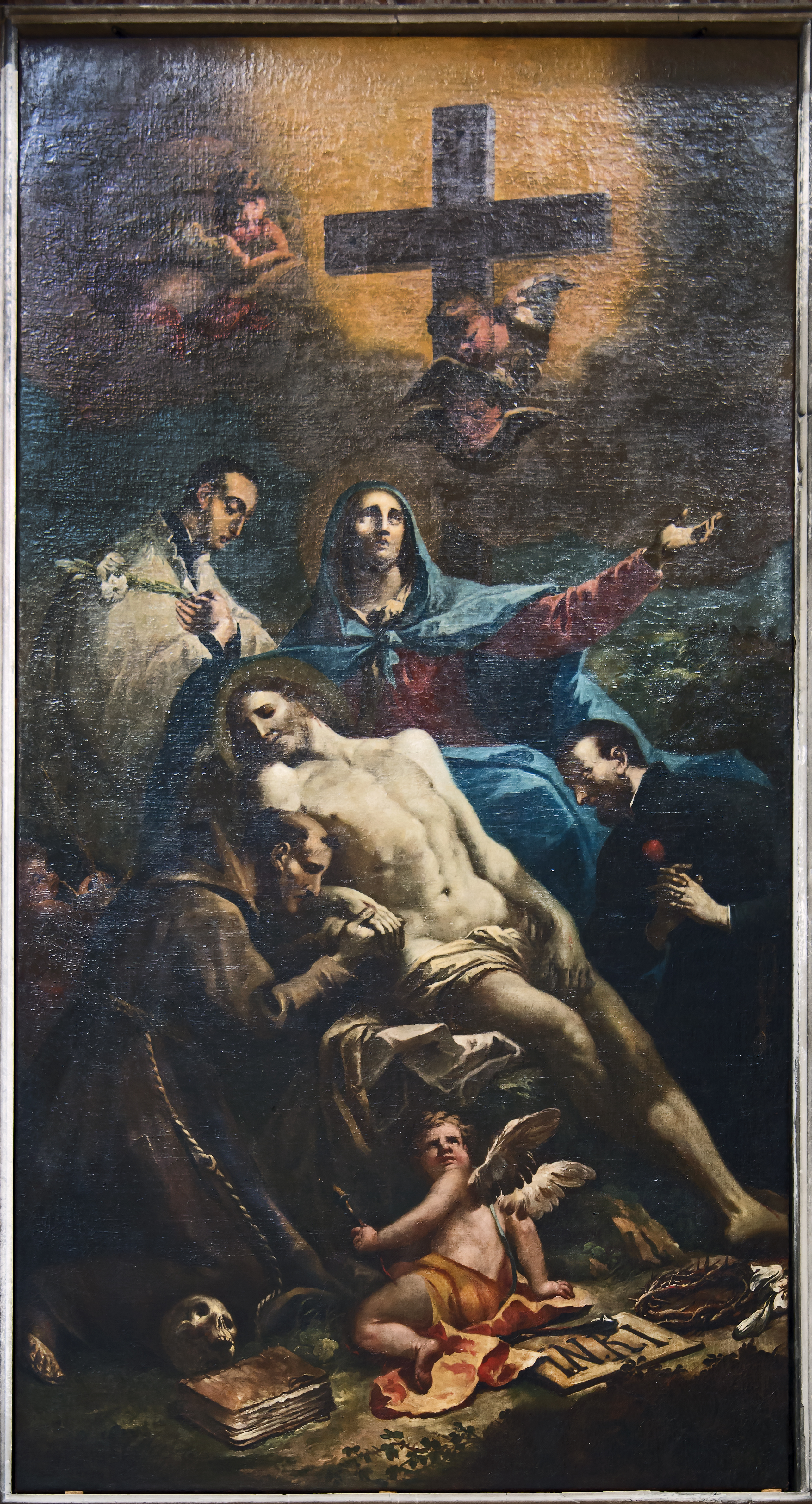
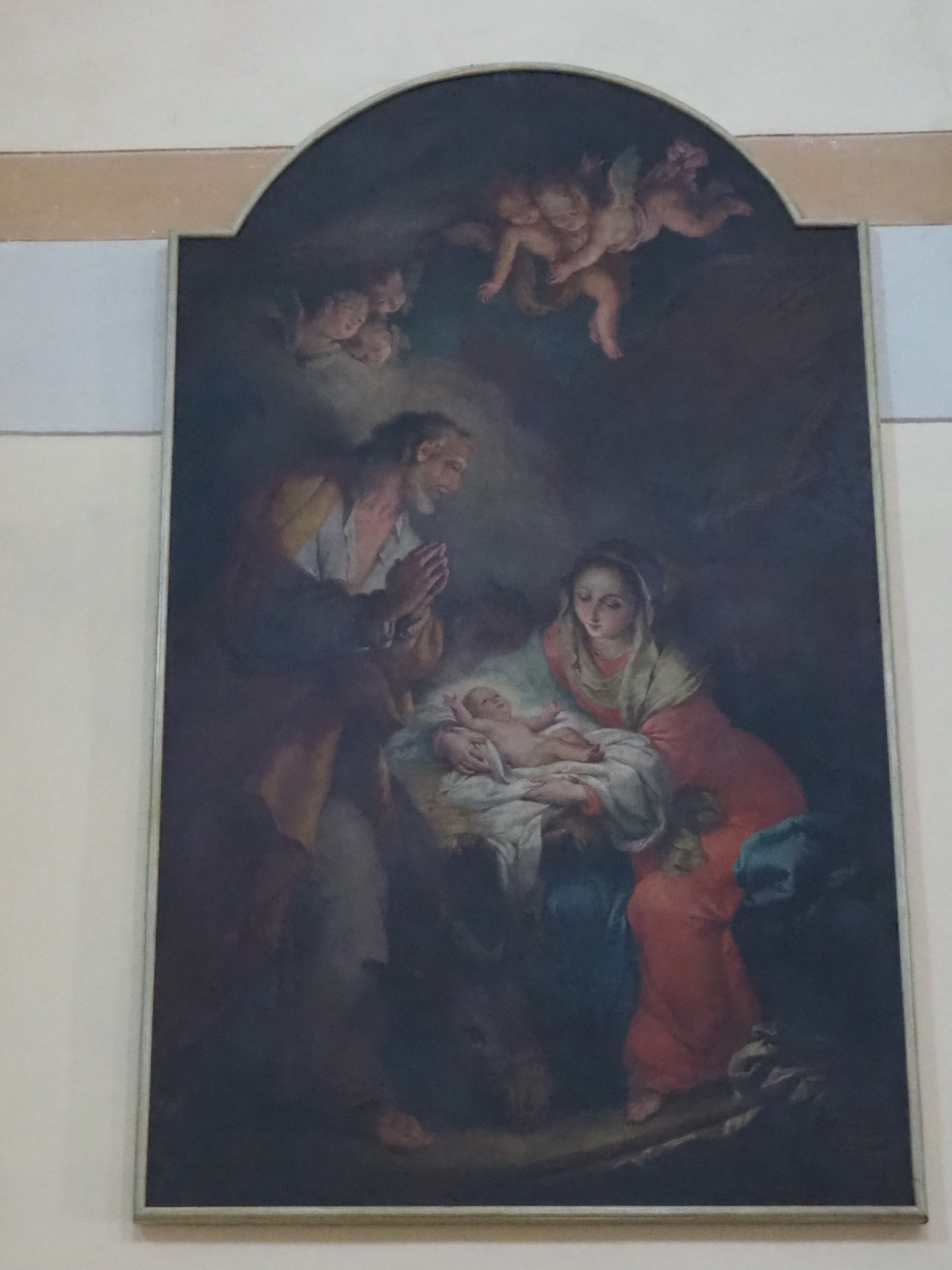
Natività, opera conservata nella chiesa parrocchiale di Santa Margherita, Sarzano, Rovigo
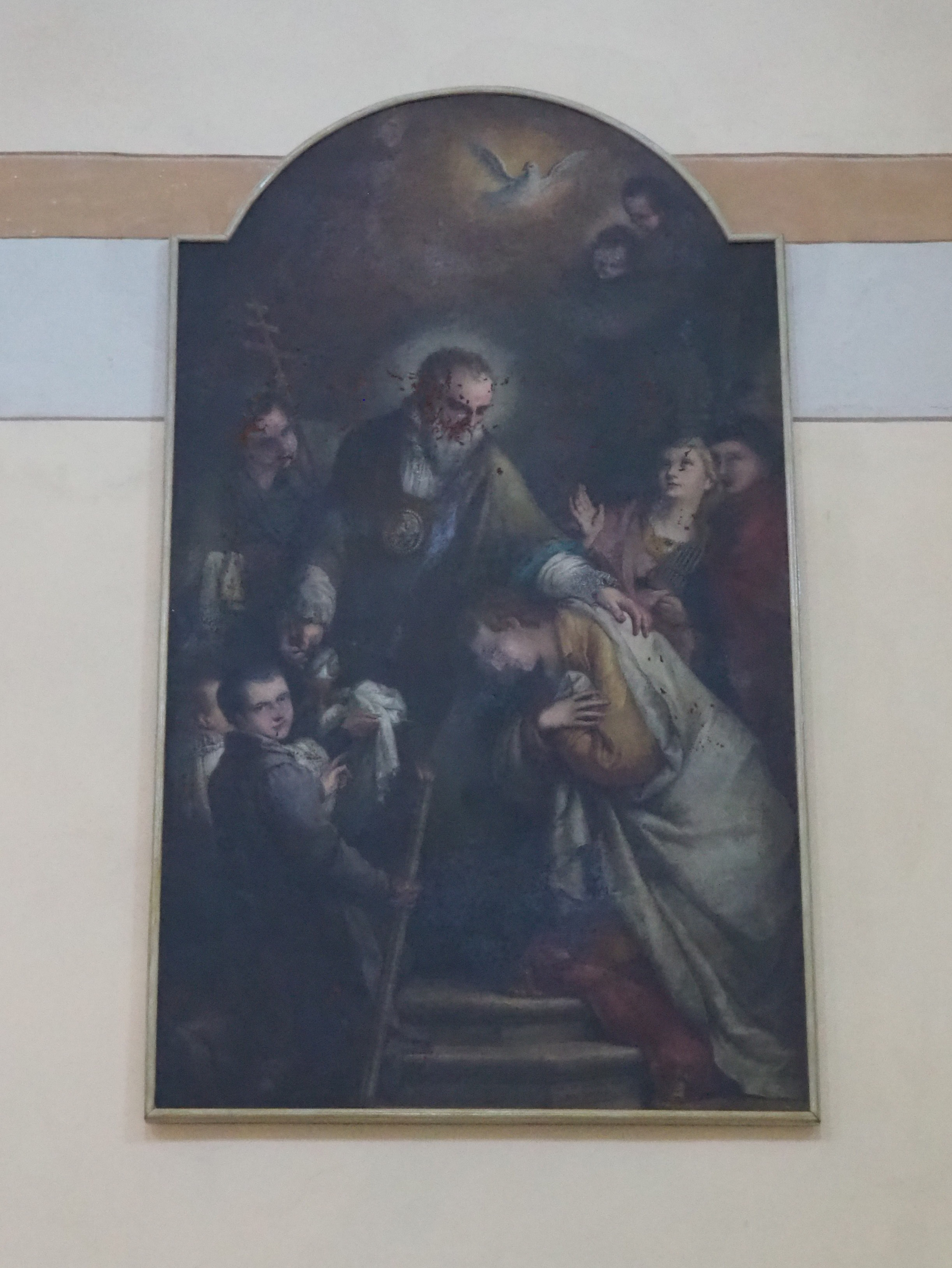
Sant'Urbano, conservato nella chiesa parrocchiale di Santa Margherita, Sarzano, Rovigo